# 大川寺駅

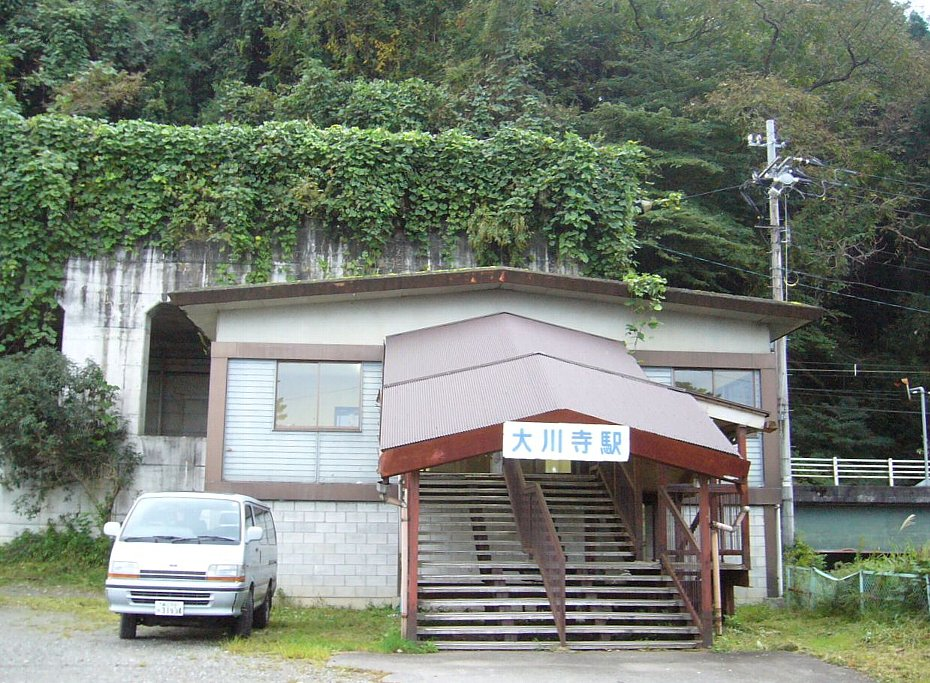
駅入口（2006年10月）

大川寺駅（だいせんじえき）は、富山県富山市上滝にある富山地方鉄道上滝線（不二越・上滝線）の駅である。駅番号はT70。

## 歴史
- 1929年（昭和4年）6月10日：富山県営鉄道の上滝公園下駅として開業[1]。
- 1943年（昭和18年）1月1日：交通大統合により富山地方鉄道に譲渡され、同社立山線の駅となる。
- 1959年（昭和34年）1月1日：大川寺公園駅に改称[2]。
- 1967年（昭和42年）10月1日：大川寺遊園駅に改称[3]。
- 1968年（昭和43年）5月11日：貨物営業を廃止[4]。
- 1969年（昭和44年）4月1日：南富山 - 岩峅寺間が上滝線として分離され、同線の駅となる。
- 1976年（昭和51年）11月9日：現駅舎が竣工[5]。
- 1989年（平成元年）9月1日：無人駅化[6]。
- 1997年（平成9年）4月1日：大川寺駅に改称[7]。

## 駅構造
単式ホーム1面1線を有する高架駅。山裾を削った場所に立地し、駅全体がコンクリートで覆われている。駅舎は鉄骨造り2階建て延べ134.26m2で、外装は1階がブロック化粧積み、2階が鉄板に焼き付け塗装したスパンドレールを使用し、数寄屋造となっている。出改札、待合室、ホームは2階にあり、雪崩防止のため長さ45.8、高さ5.77mの洞門内にホームがあるのが特徴である。
本来、駅舎は現在よりもやや北側に位置していたが、岩峅寺駅側の常願寺川に架かる上滝鉄橋を架け替える際に、線形を山側に追い込む必要が生じたため、1976年（昭和51年）に現在の駅舎の構造となった。ホームおよび線路の上滝駅側寄り数メートルは、常西用水上に面している。かつては駅員が配置されていたが、現在は無人化されている。なお、駅事務室の区画は無人化後に放火に遭い、待合室に改装されたため、かつての面影はない。
第二次世界大戦以前は、駅に隣接して千野谷黒鉛鉱山の精錬所があったこと、また常願寺川上流にかけて水力発電所の建設が盛んであったことから、公園下駅（当時）発着の貨物輸送需要も存在した。1935年の貨物の発送は1,963トン、貨物の到着は2,348トンが記録されている。

## 利用状況
「富山市統計書」によると、2019年度の1日平均乗車人員は63人である。
近年の1日平均乗車人員は以下の通り。
| 年度   | 1日平均 乗車人員 |
| ------ | ---------------- |
| 2004年 | 60               |
| 2005年 | 68               |
| 2006年 | 65               |
| 2007年 | 66               |
| 2008年 | 65               |
| 2009年 | 61               |
| 2010年 | 64               |
| 2011年 | 60               |
| 2012年 | 57               |
| 2013年 | 59               |
| 2014年 | 58               |
| 2015年 | 60               |
| 2016年 | 63               |
| 2017年 | 62               |
| 2018年 | 62               |
| 2019年 | 63               |
| 2020年 | 54               |
| 2021年 | 55               |
| 2022年 | 54               |

## 駅周辺
- 雄山神社前立社壇（岩峅雄山神社）
- 大川寺遊園 - かつて富山地方鉄道が経営していた遊園地で、1997年に閉園。閉園前、当駅は大川寺遊園駅と称し、不二越・上滝線の愛称（大川寺遊園線）にもなっていた。
- 常願寺川
- 常西用水プロムナード（常西公園）

## 隣の駅
富山地方鉄道
■上滝線
上滝駅 (T69) - 大川寺駅 (T70) - 岩峅寺駅 (T51)